# 베스타스

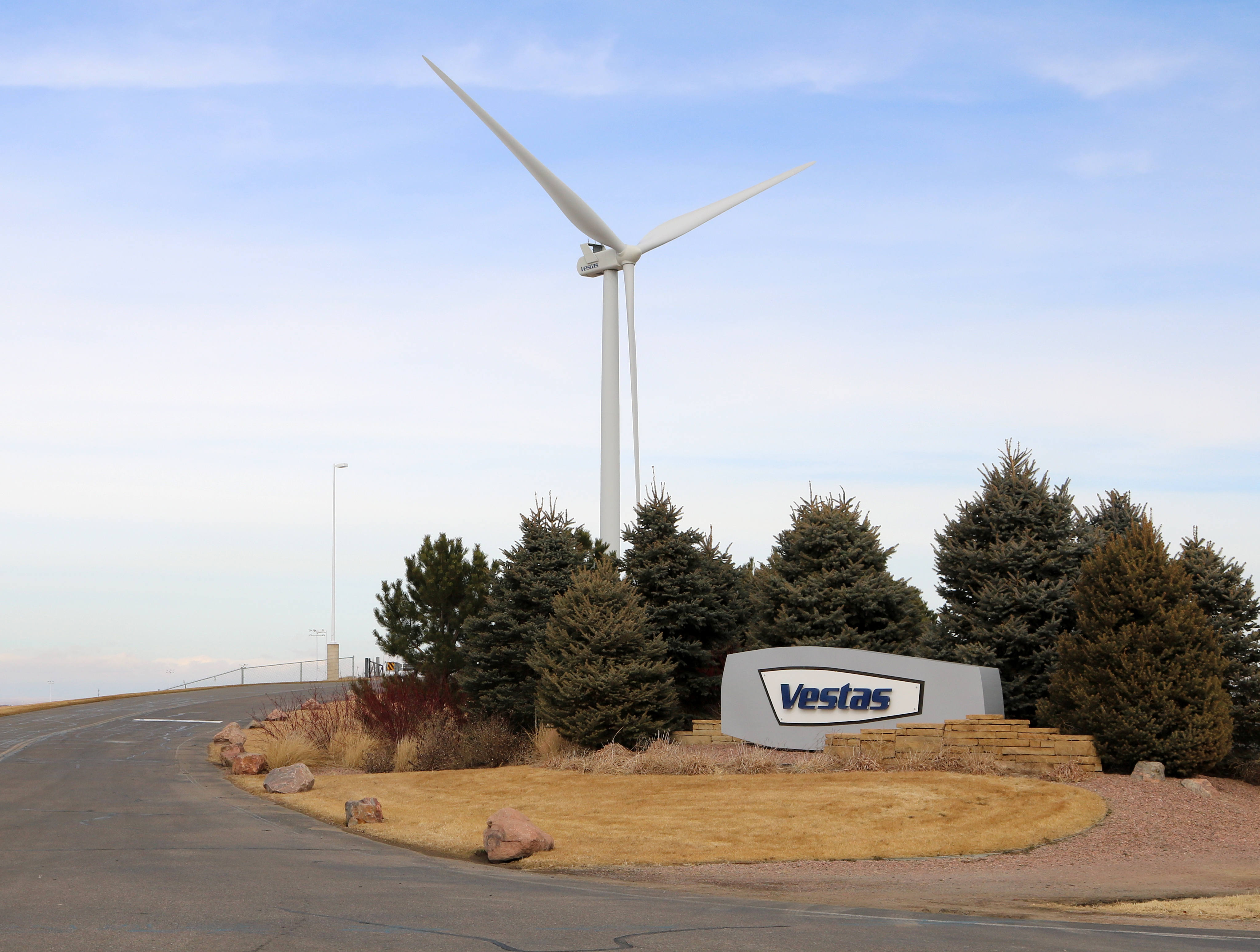

베스타스 풍력시스템은 덴마크의 풍력 터빈 생산, 소비, 제공 업체다. 베스타스는 세계 최고의 규모이긴 하나, 경쟁자들의 추격을 받고 있는 상황이다. 2007년 점유율은 28%였으나 2009년에는 12.5%로 떨어졌다. 베스타스는 덴마크, 독일, 인도, 이탈리아, 영국, 스페인, 스웨덴, 노르웨이, 호주, 중국, 미국 등지에 생산 공장을 운영하고 있다. 전 세계적으로 2만 명이 넘는 노동자들이 일하고 있다.
2005년 슬럼프를 겪은 베스타스는 2006년 '최고 그린 기업'으로 선정됐다. 2008년 말에는 미국 콜로라도에 생산설비를 확장했고, 작년 8월에는 미국 오리건주에 있는 북미본부를 확장했다. 작년 10월에는 스칸디나비아 반도의 공장 일부를 폐쇄해 3000여 명이 해고됐다.
2011년 현재 베스타스의 풍력 터빈이 생산하는 전기는 2100만여 명에게 공급되고 있다. 올해 1월에는 아부다비의 자이드 미래에너지상을 수상했다.

## 같이 보기
- 풍력 발전